# Penicillináz
Penicillináz a penicillint lebontó amidázok közé tartozó enzim.

## Leírás
Molekulasúlya 56,000, optimális pH-ja 7, váltószáma 1,3x10 az ötödiken (30°-on).
Penicillinre specifikus β-laktamáz, újra hidrolizálja a béta-laktám-gyűrűt. A penicillináz az elsőként felfedezett β-laktamáz. 1940-ben, még a penicillin klinikai alkalmazása előtt izolálták az E. coli baktériumból.
Néhány mikroorganizmus éppen azért vált rezisztenssé a penicillinre, mert penicillinázt termelnek., de a penicillin gyógyászati alkalmazásának elterjedése után a penicillináz-előállítás gyorsan elterjedt olyan baktériumok közt is, amelyek korábban nem vagy csak ritkán állítottak elő penicillinázt. Emiatt az orovsolásban penicillináz-rezisztens béta-laktámokat fejlesztettek, például a meticillint, de mára már ezekre is sok baktérium rezisztens.
A penicillináz enzim a penicillint penicillinsavvá bontja le. Ennek a folyamatnak a katalizátora a víz.
Penicillináz-rezisztens penicillinek:
- Methicillin
- Dikloxacillin
- Flukloxacillin
- Oxacillin
- Nafcillin
- Kloxacillin

## Felhasználása
A penicillintartalmú takarmánnyal etetett tehenek teje alkalmatlan sajt és egyéb tejtermékek készítésére a tejbe került mikroflóra szaporodását gátló penicillintartalom miatt. Penicillináztartalmú készítmények adagolásával ez a hátrány megszüntethető.